# Reval bispedømme
Reval bispedømme (estisk: Tallinna piiskopkond, nedertysk: Bisdom Reval, latin: Episcopatus Revaliensis) var et bispedømme i tilknytning til Hertugdømmet Estland under den danske konge 1219–1346 og under Den Liviske Orden 1346–1561.

## Oprettelse
Reval bispedømme blev oprettet efter den danske erobring af de nordlige dele af det estiske område (Harrien, Jerven, Virland) i 1219.

## Forvaltning
Modsat de øvrige bispedømmer i Terra Mariae hørte Reval bispedømme i begyndelsen ikke under ærkebispesædet i Riga men derimod under Lund ærkebispesæde, og ligeledes modsat de andre bispedømmer havde biskoppen i Tallinn (tysk: Reval) ikke noget eget stift men alene enkelte jordbesiddelser og overhøjhed over Porkun borgen (estisk: Porkuni linnus).

## Historie
Oprindelig hørte landskaben Jerven (estisk: Järvamaa) under bispedømmet. Dette blev (sammen med de andre danske besiddelser) 1227 besat af Sværdbroderordenen, som beholdt det (men måtte tilbagegive de andre uberettiget besatte områder) ved Stensby-aftalen, og herfra overgik det til Den Liviske Orden ved dennes oprettelse 1237.
I 1374 blev bispedømmet underlagt Riga ærkebispesæde.

## Afvikling
Reval bispedømme blev nedlagt 1561, da området kom under det lutherske svenske rige.

## Biskopper

### Under det danske overherredømme
- Wesselin (1219-1227)
- Thorkill (1238/40-1260)
- Thrugot (1260/63-1279)
- Johannes (1280-1294)
- Heinrich, OFM (1298-1318)
- Olav af Roskilde, OFM (1323-1350)

### Under Ordensstaten
- Ludwig von Münster alias Ludovicus de Monasterio (1352-1389)
- Johannes Rekeling (1390-1403)
- Dietrich Theodor Tolke (1403-1405)
- Johannes von Aken-Achmann (Ochmann) (1405-1418)
- Arnold Stoltevoet (1418-1419)
- Heinrich Uexküll (1419-1456)
- Everhard Kalle (Call) (1457-1475)
- Iwan Stoltevoet (1475-1477)
- Simon von der Borch (1477-1492)
- Nikolaus Roddendorp (1493-1509)
- Gottschalk Hagen (1509-1513)
- Christian Czernekow (1513-1514)
- Johannes Blankenfeld (1514-1524) (tillige biskop i Tartu og ærkebisp i Riga)
- Georg von Tiesenhausen (1525-1530)
- Johannes Roterd (1531-1536)
- Arnold Annebat (1536-1551)
- Friedrich von Ampten (1551-1557)
- Moritz (Mauritius) von Wrangel (1558-1560)